# Yabsira Jarso Guyo
Yabsira Jarso Guyo (amharisch ያቢሲራ ጃርሶ ጉዮ; * 18. Dezember 2006) ist eine äthiopischer Leichtathletin, die sich auf den Sprint spezialisiert hat.

## Sportliche Laufbahn
Erste internationale Erfahrungen sammelte Yabsira Jarso Guyo im Jahr 2022, als sie bei den Afrikameisterschaften in Port Louis mit 11,93 s im Halbfinale im 100-Meter-Lauf ausschied und mit der äthiopischen 4-mal-100-Meter-Staffel im Vorlauf nicht ins Ziel kam. 2024 schied sie bei den Afrikaspielen in Accra mit 11,92 s ebenfalls im Semifinale über 100 Meter aus und belegte mit der Staffel in 45,66 s den sechsten Platz.
In den Jahren 2021 und 2022 wurde Guyo äthiopische Meisterin im 100-Meter-Lauf sowie 2021 auch über 200 Meter.

## Persönliche Bestzeiten
- 100 Meter: 11,92 s (−0,7 m/s), 18. März 2024 in Accra
- 200 Meter: 23,7 s, 9. April 2021 in Addis Abeba